# Boris Georgijewitsch Bigajew
Boris Georgijewitsch Bigajew (russisch Борис Георгиевич Бигаев; * 22. Juli 1951 in Staryj Batakojurt, Nordossetische ASSR, Sowjetunion) ist ein ehemaliger sowjetischer Ringer nord-ossetischer Herkunft. Er war Europameister 1978 im freien Stil im Superschwergewicht.

## Werdegang
Boris Bigajew begann im Jahre 1968 in seiner nord-ossetischen Heimat mit dem Ringen. Sein erster Trainer Kambolat Gabisow bildete ihn dabei zu einem hervorragenden Freistilringer aus. Bereits im Jahre 1970 wurde Boris Bigajew Jugendmeister der Russischen Sozialistischen Föderative Sowjetrepublik und auch Jugendmeister der UdSSR. Später übernahm in Tiflis Juri Gusew sein Training.
Boris Bigajew hatte es schwer in der Sowjetunion ganz an die Spitze zu gelangen. Die Konkurrenz an hervorragenden Ringer in der schwersten Gewichtsklasse war einfach zu groß. Bis 1972 rang noch der unschlagbare Alexander Medwed. Danach trat Soslan Andijew nahtlos dessen Erbe an und auch Salman Chassimikow, Sergei Skripkin und Wladimir Parschowkow waren ungemein starke Freistilringer in der schwersten Gewichtsklasse.
Boris Bigajew gelang es trotzdem bei vielen internationalen Turnieren Erfolge zu erzielen. So gewann er vor allem das internationale Turnier im heimischen Tiflis mehrere Male vor vielen Weltklasseringern. Im Jahre 1976 wurde er erstmals bei der Europameisterschaft eingesetzt. Ihm gelang dabei in Leningrad u. a. auch ein Sieg über den Weltmeister von 1974 Ladislau Șimon aus Rumänien. Er unterlag aber gegen Roland Gehrke aus der DDR, der wiederum von Șimon besiegt wurde. Nachdem sich diese Ringer also gegenseitig besiegt hatten, mussten die Punkte aus den Vorkämpfen herangezogen werden. Hier stand Șimon am besten da und wurde deshalb Europameister vor Roland Gehrke und Boris Bigajew.
Bei der stark besetzten sowjetischen Meisterschaft 1978 kam Boris Bigajew hinter Soslan Andijew und vor Salman Chassimikow, Chaimowitsch u. Skripkin auf den 2. Platz. Er wurde daraufhin anstelle von Soslan Andijew, der bei der Weltmeisterschaft startete, bei der Europameisterschaft in Sofia eingesetzt. Hier gelang ihm dann mit fünf vorzeitigen Siegen und ohne Fehlpunkte der Titelgewinn. 
Trotz dieses großen Erfolges kam Boris Bigajew erst wieder bei der Europameisterschaft 1983 in Budapest zu einem internationalen Einsatz. Er gewann dort im Superschwergewicht hinter József Balla aus Ungarn und Nikola Slatew aus Bulgarien wieder eine Medaille. Dies war sein letzter Start bei einer internationalen Meisterschaft.
Boris Bigajew war schon vorher nach Kiew gegangen, hatte dort Sport studiert und dieses Studium bereits 1977 erfolgreich abgeschlossen.

## Internationale Erfolge
(EM = Europameisterschaft, G = freier Stil, SS = Superschwergewicht, damals über 100 kg Körpergewicht)
- 1975, 1. Platz, Turnier in Tiflis, F, SS, vor Sergei Skripkin, Sowjetunion, Marin Gertschew, Bulgarien, Roland Gehrke, DDR u. Bugs, USA;

- 1975, 1. Platz, "Aryamehr"-Turnier in Teheran, F, SS, vor Marin Gertschew u. Kaladi, Iran;

- 1976, 3. Platz, EM in Leningrad, F, SS, mit Siegen über Marian Malinowski, Polen, Ladislau Șimon, Rumänien u. Marin Gertschew u. einer Niederlage gegen Roland Gehrke;

- 1977, 1. Platz, Turnier in Tiflis, F, SS, vor Wladimir Parschowkow, UdSSR, Isajew, UdSSR, Ladislau Șimon u. Chaimowitsch, UdSSR;

- 1977, 2. Platz, World Cup in Toledo/USA, F, SS, hinter Jimmy Jackson, USA u. vor Robert Gibbons, Kanada u. Susumu Miayazu, Japan;

- 1978, 1. Platz, Turnier in Tiflis, F, SS;

- 1978, 1. Platz, EM in Sofia, F, SS, mit Siegen über Dimitrios Spiridopoulos, Griechenland, Adam Sandurski, Polen, József Balla, Ungarn, Petre Drozda, CSSR u. Marin Gertschew;

- 1983, 3. Platz, EM in Budapest, F, SS, hinter József Balla u. Nikola Slatew, Bulgarien u. vor Andreas Schröder, DDR, Janko Andrei, Rumänien u. Adam Sandurski